# Frank van der Struijk
Frank van der Struijk (ur. 28 marca 1985) – holenderski piłkarz grający na pozycji obrońcy lub pomocnika. Od 2016 zawodnik Dundee United.

## Kariera
Karierę rozpoczynał w Willemie. Występował w nim przez 5 lat, po czym przeniósł się do Arnhem. Od 2008 roku wystąpił w nim 88 razy i zdobył 1 bramkę. W 2011 roku wrócił do Willem na zasadzie wypożyczenia, gdzie wystąpił 11 razy. W 2016 przeszedł do Dundee United.